# 彭壽山
彭壽山（？—？），江苏扬州人，清朝政治人物。举人出身。
道光二十五年，擔任廣東廣州府永安縣知縣（現紫金縣知縣）。后由劉式恕接任。